# Jilmovité
Jilmovité (Ulmaceae) je čeleď vyšších dvouděložných rostlin z řádu růžotvaré (Rosales). Jsou to dřeviny se střídavými jednoduchými listy a drobnými nenápadnými květy, které jsou opylovány větrem. Plodem je nejčastěji křídlatá nažka (samara) nebo oříšek, Čeleď zahrnuje asi 60 druhů v 7 rodech a je rozšířena v Eurasii, Americe a severní Africe. V české květeně je zastoupena třemi druhy jilmů. Jilmy, zelkovy a plotovník Davidův jsou pěstovány jako okrasné dřeviny.

## Popis

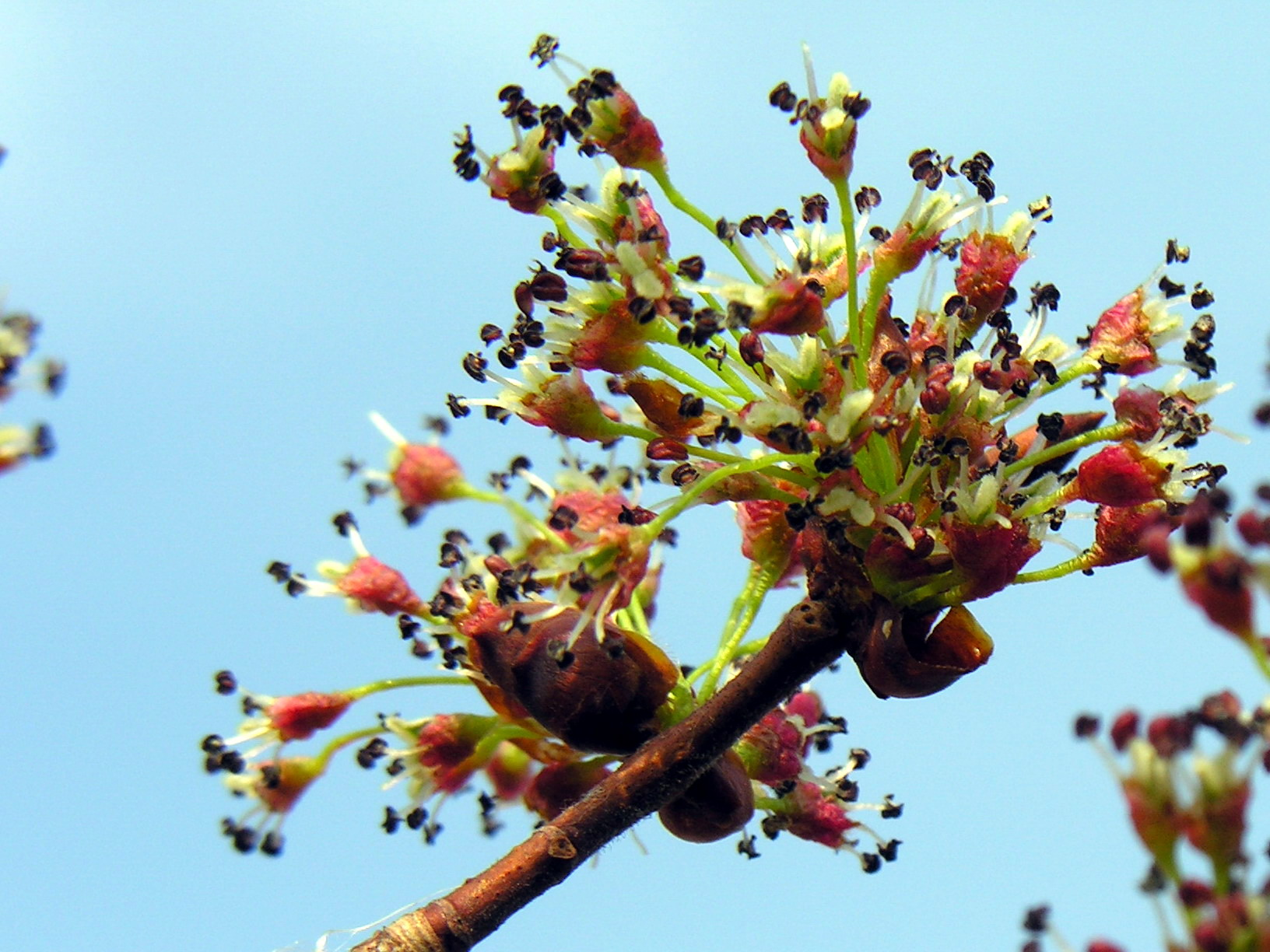
Jilm vaz (Ulmus laevis)

Zástupci čeledi jilmovité jsou jednodomé nebo dvoudomé stromy nebo keře s jednoduchými, střídavými, dvouřadě uspořádanými listy s palisty. Čepel listů je na okraji jednoduše nebo dvakrát pilovitá, se zpeřenou žilnatinou. Odění je z jednoduchých chlupů. Květy jsou jednopohlavné nebo oboupohlavné, nenápadné, pravidelné, s češulí, v úžlabních svazečcích. Okvětí je nerozlišené, v počtu 4 až 9 volných nebo srostlých plátků. Tyčinek je stejný počet jako okvětních plátků a jsou volné. Semeník je svrchní, srostlý ze 2 plodolistů, obvykle s jednou komůrkou a 1 vajíčkem. Plodem je samara (křídlatá nažka) nebo oříšek, výjimečně peckovice (Ampelocera).

## Rozšíření
Čeleď jilmovité zahrnuje v současném taxonomickém pojetí asi 60 druhů v 7 rodech. Je rozšířena převážně v severním mírném pásu. V jihovýchodní Asii a Latinské Americe přesahuje i do tropů. Největším rodem je jilm (38 druhů). Tento rod má také největší areál rozšíření, zahrnující Eurasii, Severní a Střední Ameriku a severní Afriku. Rod planera se vyskytuje na jihovýchodě a jihu USA. Rody Ampelocera a Phyllostylon jsou rozšířeny pouze v tropické Americe.

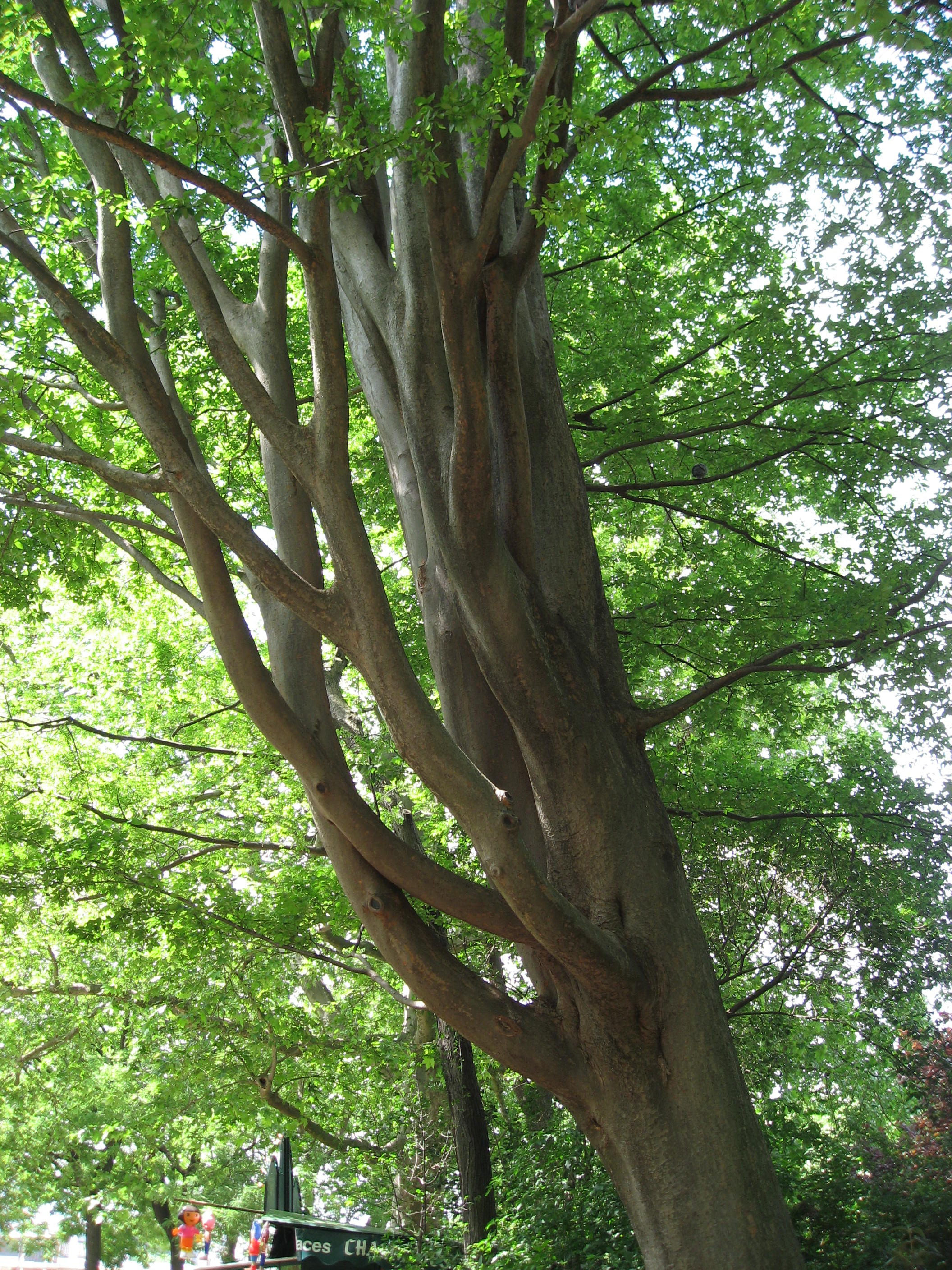
Zelkova habrolistá (Zelkova carpinifolia)

Na území České republiky (ČR) jsou domácí 3 druhy jilmů: v teplejších oblastech roste jilm vaz (Ulmus laevis) a jilm habrolistý (Ulmus minor), v pahorkatině a podhorských krajích jilm horský (Ulmus glabra). Zastoupení jilmů na území ČR bylo silně zredukováno tzv. grafiózou, houbovou chorobou způsobující odumírání větví nebo i celých stromů.
V evropské květeně se mimo jilmů vyskytují i dva endemické druhy rodu zelkova, a sice zelkova krétská (Zelkova abelicea) na Krétě a zelkova sicilská (Z. sicula) na Sicílii.

## Ekologické interakce
Nenápadné květy jilmovitých jsou opylovány větrem. Plody jsou většinou křídlaté a šířené větrem. Oříšky severoamerické planery vodní (Planera aquatica) jsou šířeny vodou.

## Taxonomie
Čeleď jilmovité v klasickém smyslu zahrnovala 15 rodů a asi 200 druhů. Později bylo na základě molekulárních studií 7 rodů (břestovec – Celtis, Trema aj.) přeřazeno do čeledi konopovité (Cannabaceae).
Podle kladogramů APG jsou jilmovité sesterskou větví skupiny čeledí zahrnující konopovité (Cannabaceae), morušovníkovité (Moraceae) a kopřivovité (Urticaceae).

## Zástupci
- jilm (Ulmus)
- planera (Planera)
- plotovník (Hemiptelea)
- zelkova (Zelkova)[6]

## Význam
Dřevo jilmů je dobře až středně dobře opracovatelné, žádané jsou zejména kořenicové dýhy.
Jako okrasné dřeviny jsou v ČR pěstovány domácí i cizokrajné jilmy (Ulmus), zelkova habrolistá (Zelkova carpinifolia), zelkova ostrolistá (Zelkova serrata) a plotovník Davidův (Hemiptelea davidii).
Drobnolistý jilm čínský (Ulmus parvifolia) je v Asii využíván k tvorbě bonsají. 

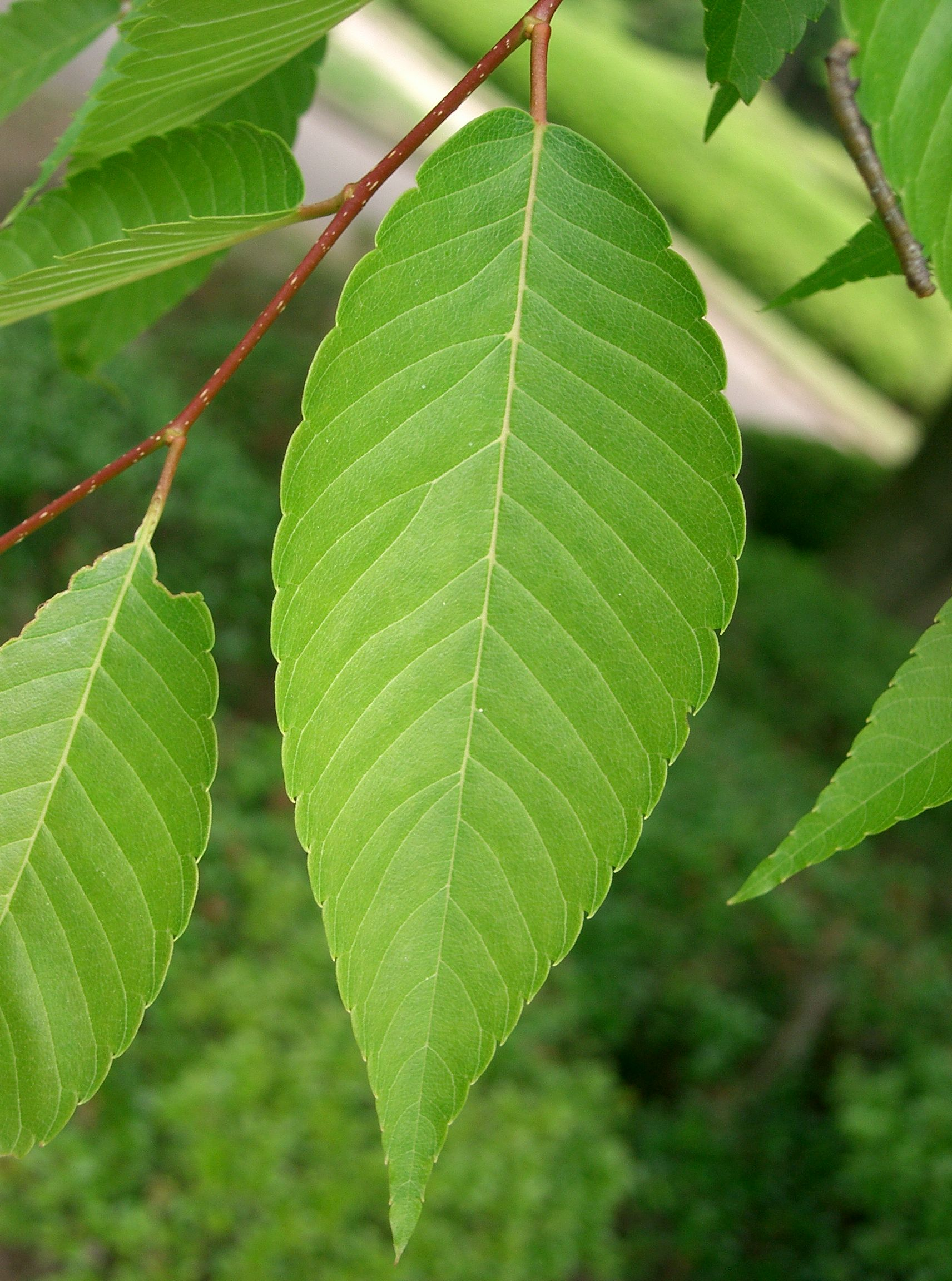
Zelkova ostrolistá (Zelkova serrata)
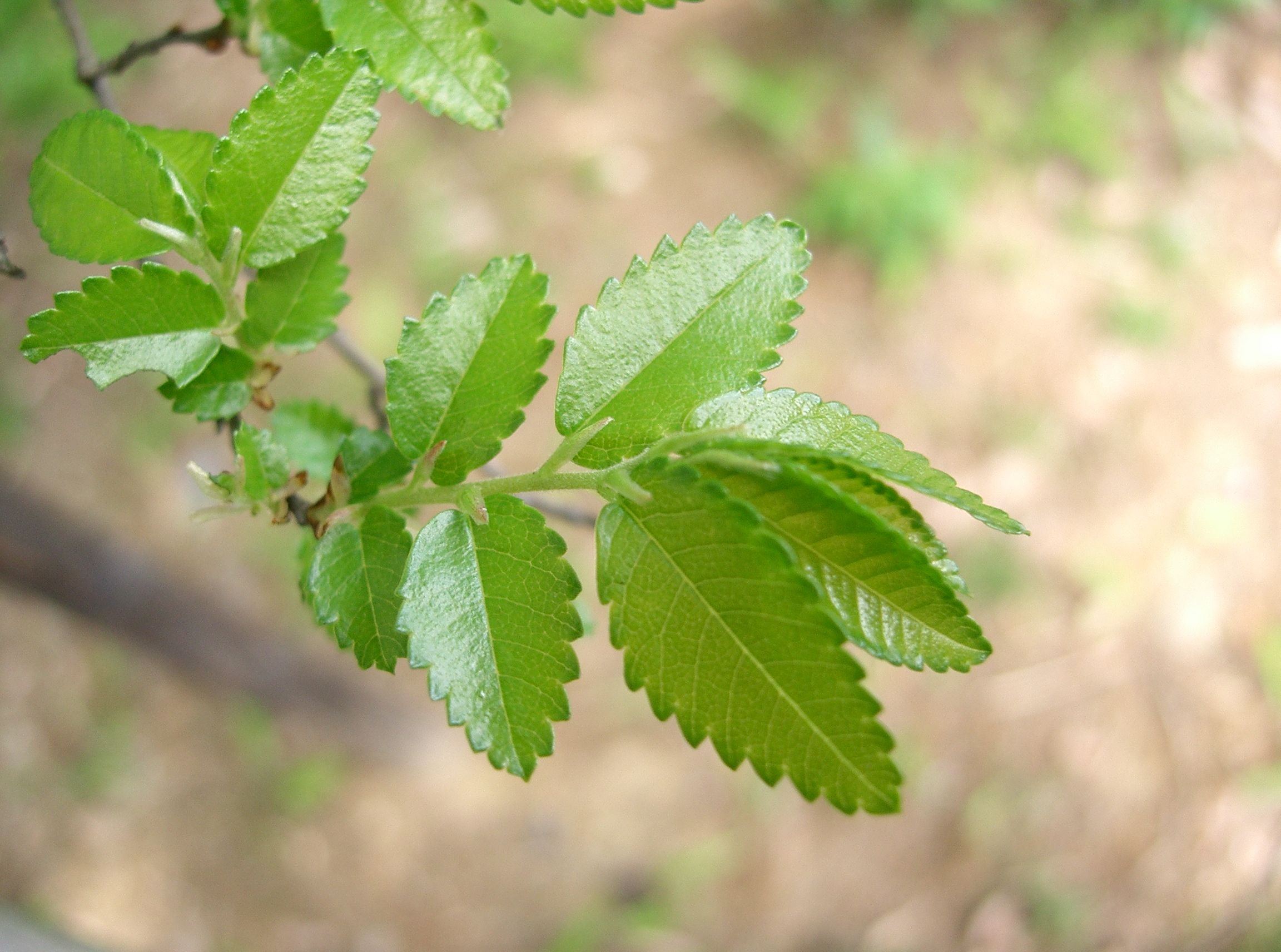
Jilm čínský (Ulmus parvifolia)
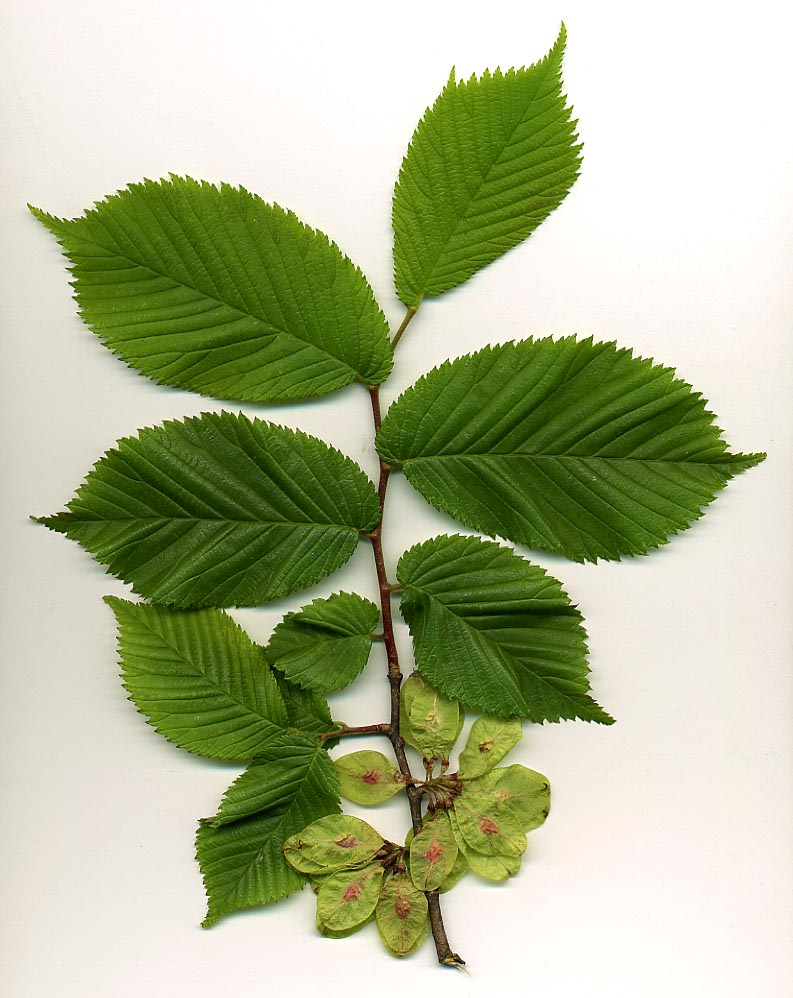
Jilm horský (Ulmus glabra)
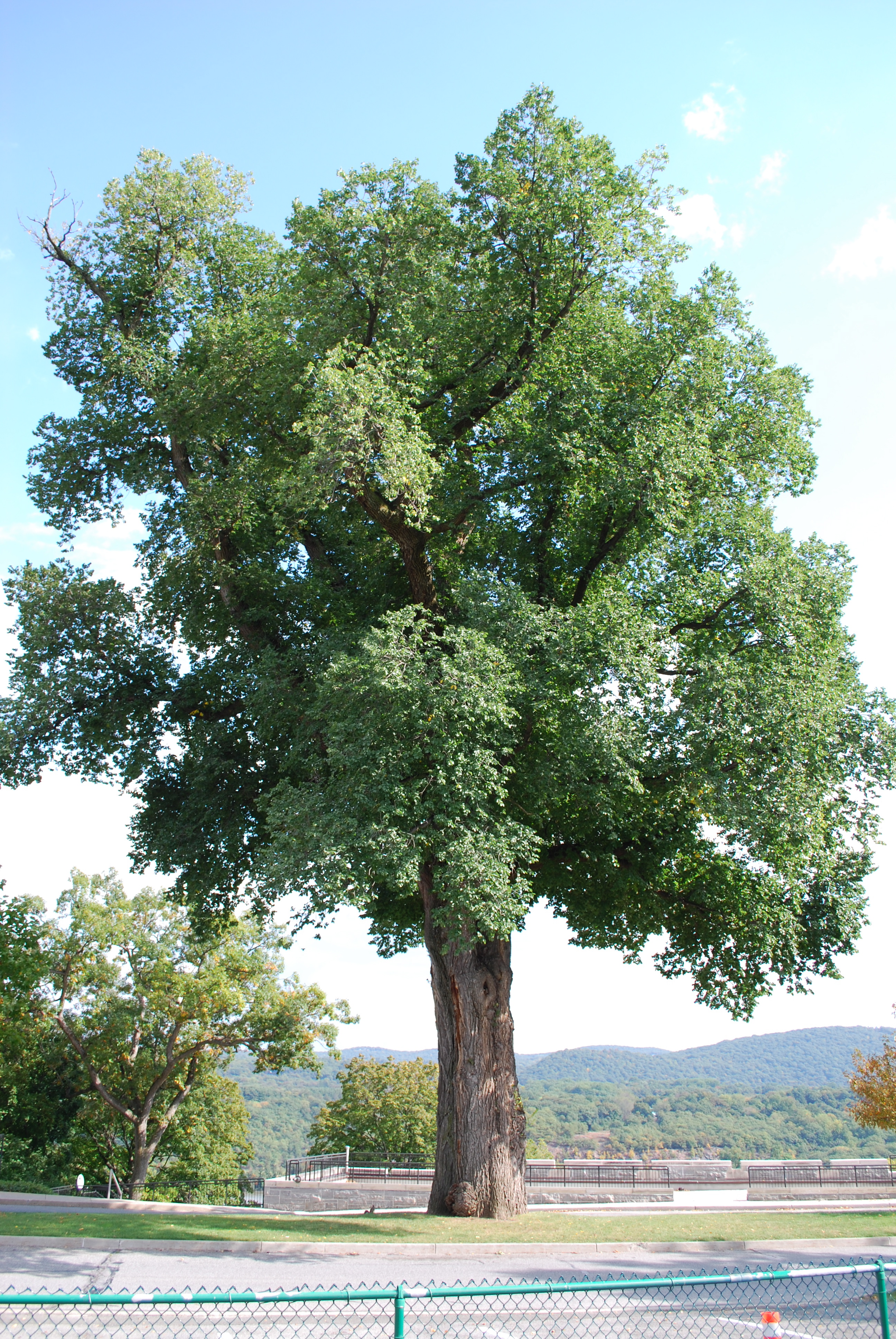
Jilm vysoký (Ulmus procera)

## Seznam rodů
Ampelocera, Hemiptelea, Holoptelea, Phyllostylon, Planera, Ulmus, Zelkova